# 2006年至2007年英格蘭足總盃
2006/07球季英格蘭足總盃（英語：FA Cup），是第126屆英格蘭足總盃，今屆賽事的冠軍是車路士，他們在決賽以加時1:0擊敗曼聯，奪得冠軍。
首次重返溫布萊球場舉行決賽。

## 外部連結
1. 英格蘭足總盃官網Archive-It的存檔，存档日期2012-04-24
2. 英格蘭足總盃 歷屆冠軍（页面存档备份，存于）